# Un amor indomable
Un amor indomable, est une telenovela péruvienne diffusée en 2007 par ATV et Red Televisión.

## Distribution
- Renato Rossini - Federico
- Rossana Fernández Maldonado - Julieta
- María Eugenia Larraín - Kenita
- Roberto Vander
- Hernán Romero - Emilio
- Yvonne Frayssinet - Susana
- Rodrigo Sánchez Patiño - Lorenzo
- Nataniel Sánchez - Macarena
- Katerina D'Onofrio - Carola
- Celine Aguirre - Claudia
- Flor Castillo - Edelmira
- Carlos Mesta - Père Luis
- Ismael Contreras - Abraham
- Haydeé Cáceres - Otilina
- María Angélica Vega - Maricruz
- Kukuli Morante - Chaska
- Tommy Párraga - Fidel
- André Silva - Alejandro
- Juan Carlos Pastor - frère de Julieta

## Diffusion internationale
- ATV
- Red Televisión
- RTS